# Radi nitrat
Radi nitrat là một muối phóng xạ có công thức hóa học Ra(NO3)2. Nó là một chất rắn màu trắng, nhưng các mẫu để lâu ngày thường có màu xám vàng. Nó có độ hòa tan thấp hơn bari nitrat, bị phân hủy ở 280 °C thành radi oxide.

## Điều chế
Radi nitrat được tạo ra bởi phản ứng của radi carbonat hoặc radi sulfat với acid nitric:
RaCO3 + HNO3 → Ra(NO3)2 + CO2 + H2O